# Правдине
Пра́вдине (колишня назва — Цареводар) — село в Україні, у Білозерській селищній громаді Херсонського району Херсонської області. Населення становить 1629 осіб.

## Історія
Цареводар було засновано у 1846 році переселенцями з західних губерній Російської імперії — Віленської, Гродненської та Подільської.
У Станіславській волості Херсонського повіту для переселенців із Віленської, Гродненської та Подільської губерній було відведено землі «при колодцах» з державного фонду, однодворці прибули сюди 1846 року. Поселення одержало назву Цареводар, як свідчення того, що земля для них дарована царем.
На 1858 рік в Цареводарі проживало близько 600 осіб, переселенці-однодворці були римо-католицької віри, входили до парафії Херсонського Римо-католицького костелу.
Станом на 1886 рік в селі мешкало 1368 осіб, налічувалось 143 двори, існував молитовний будинок, школа, 2 лавки.
На кошти селян в селі було побудовано костел на честь Пришестя Христа. У документах обласного відділу архітектури за 1945 рік зберігся короткий опис костелу: «У селі Цареводар є будівля (костел) Стиль готика, Будівля кам'яна. Різноколірне скло на вікнах. Рік будівлі невідомий».
Крім римо-католиків, у селі проживала численна громада православних, які мали свою церкву на честь Святого Архангела Михаїла. Відомо, що священниками у церкві були Петро Вітвицький і Федір Венцель.
На 1896 р. у Цареводарі була земська школа, католицький костел і православна церква, поштове відділення, склад-магазин сільськогосподарських знарядь, млин, 4 лавки (серед них і винна). У власності сільського товариства було 5 тис. 684 десятин землі.
На 1906 рік в селі нараховувалось 342 господарства, проживало: чоловічої статі — 858 чол., жіночої — 908 чол., тобто 1766 чол. У власності господарів було 711 коней, 186 робочих волів, 322 молодняку. Безземельних у селі не було; найбідніші мали до З десятин; 82 господарі мали наділи до 10 дес; 101 господар — до 15 дес; 63 — до 20 дес; 22 — до 25 дес; 5 господарів мали до 50 дес; 8 господарів — 50 дес. і більше. Урожайність становила: жито: 37,5 пудів з дес., пшениця — 41,3 пуди.
В 1928 році село Цареводар, налічувало 445 господарств. Кількість населення становило 2055 особи. 961 — чоловік, 1094 — жінки.
Село постраждало під час організованого радянською владою Голодомору 1932—1933 років. Встановлено імена двох померлих від голоду.
12 червня 2020 року, відповідно до Розпорядження Кабінету Міністрів України № 726-р «Про визначення адміністративних центрів та затвердження територій територіальних громад Херсонської області», увійшло до складу Білозерської селищної громади.
19 липня 2020 року, в результаті адміністративно-територіальної реформи та ліквідації Білозерського району, село увійшло до складу Херсонського району.

### Російське вторгнення в Україну (з 2022)
У 2022 році на початку повномасштабного російського вторгнення в Україну село опинилося під російською окупацією.
17 березня російські окупанти замінували під'їзд до села.
12 квітня о 4:20 ранку російські солдати розстріляли у Правдиному 7 цивільних осіб й з метою приховання злочину підірвали будинок із тілами вбитих. 
29 травня російські війська обстріляли село, внаслідок чого загинула щонайменше 1 людина.
20 вересня ЗСУ завдали точного удару по складу боєприпасів росіян у Правдиному.
9 листопада Збройні сили України визволили село з-під російської окупації в ході контрнаступу в Херсонській області.
30 листопада Міністр оборони України Олексій Резніков повідомив, що в селі було виявлено масове поховання людей біля будинку з сьома загиблими людьми, що був підірваний російськими військами ще у квітні.

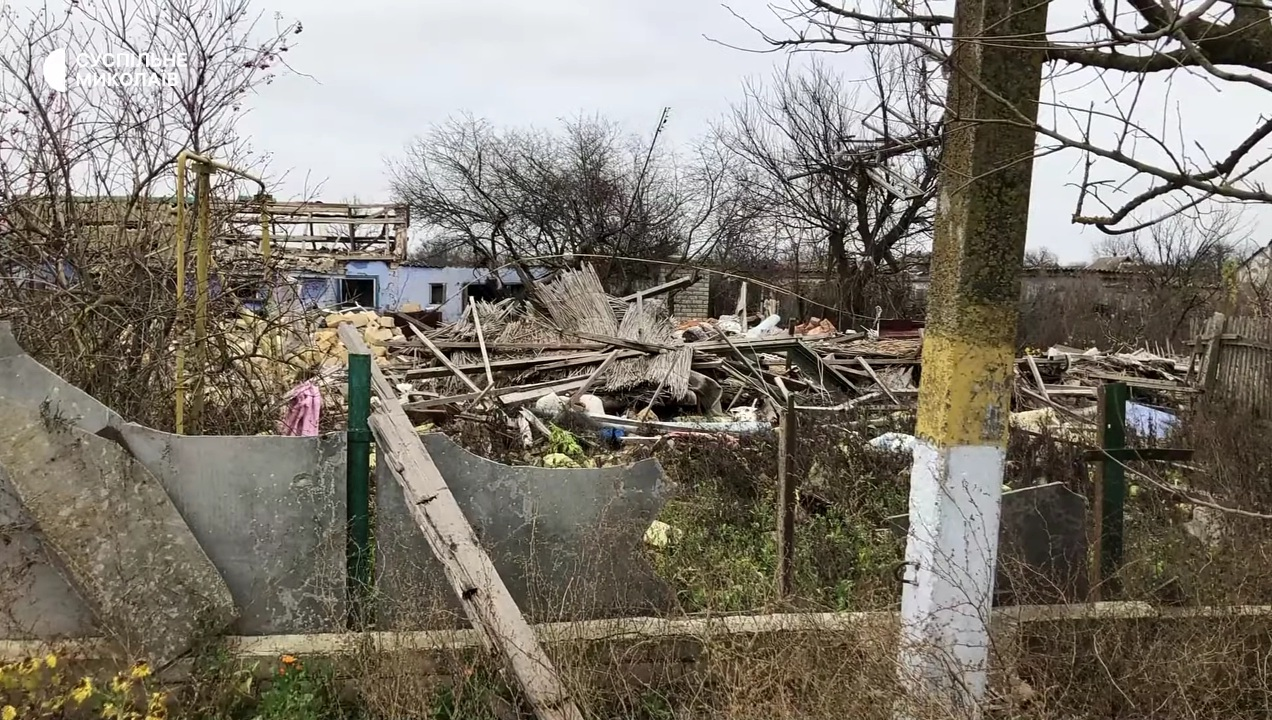
Наслідки вибуху

## Населення
Згідно з переписом УРСР 1989 року чисельність наявного населення села становила 1811 осіб, з яких 923 чоловіки та 888 жінок.
За переписом населення України 2001 року в селі мешкало 1629 осіб.

### Мовний склад
Рідна мова населення за даними перепису 2001 року:
| Мова       | Чисельність, осіб | Доля     |
| ---------- | ----------------- | -------- |
| Українська | 1 545             | 94,84 %  |
| Російська  | 74                | 4,54 %   |
| Інше       | 10                | 0,62 %   |
| Разом      | 1 629             | 100,00 % |

## Храми
- Михайлівський храм УПЦ МП
- Костел на честь Пришестя Христа

## Відомі особистості
В поселенні народився:
- Муратов Олег Михайлович (нар. 1975) — український економіст.

Загинув:
Адибеков Микола Георгійович  (31 липня 1978, с. Буйвалове Кролевецького району Сумської області — 16 вересня 2022, с. Правдине Херсонського району Херсонської області) — український військовик, учасник російсько-української війни.